# エアポート'04
『エアポート'04』（Junior Pilot）は、2004年にアメリカ合衆国でリリースされた、ビデオ映画（パニック映画）。後に "Final Approach" に改題された。日本では、アルバトロス株式会社よりVHSソフトおよびDVDが発売された。WOWOWでは、『エアポート2004』のタイトルで放映された。

## あらすじ
空想好きな小学生のリッキーは、自分の所属する音楽部の公演のために、ワシントンD.C.行きの旅客機777便に搭乗することになる。その途中、リッキーは空港のテレビで、資産家ドーチェスター氏の娘が誘拐されたことと、インカ帝国の秘宝「黄金のマスク」が盗まれたことを知る。
同じ頃、マスクを盗み、ドーチェスター氏の娘を誘拐した犯人たちは777便での逃亡を計画していた。
こうして777便は離陸するが、機体は乱気流に見舞われ、客室乗務員のためにコックピットのドアを開けようとした機長は頭を打ち気絶する。さらに犯人が機内にいると発覚した際に、犯人を取り押さえた男性が睡眠薬の入った注射器を誤って副操縦士に刺してしまい、副操縦士も気絶してしまう。
機体は下降し始め、海への墜落を避けるため、政府は777便の撃墜を決断する。残された道はただひとつ。それはコックピットに入り、気絶した操縦士に代わって操縦することだった。だが、コックピットのドアはロックされており、唯一コックピットに通じる空気ダクトは子供一人分の大きさしかなかった……。

## スタッフ
- 監督：ジェームズ・ベケット
- 製作：タラート・キャプタン、ダーシー・コンリク
- 脚本：ジェームズ・ベケット
- 撮影：デニス・マロニー
- 音楽：ピーター・トマシェワ

## キャスト
※括弧内は日本語吹替。
- リッキー：ジョーダン・ギャレット（久保田恵）
- カトー：マーク・ダカスコス（鈴木貴征）
- ウォルター：ラリー・ミラー（楠見尚己）
- デイヴィス：エリック・ロバーツ（宗矢樹頼）
- ミリー・スミス：アンジェラ・ワトソン（市川まゆ美）
- シャシ：ジェフリー・テッドモリ（天田有希子）
- ブルーノ：アダム・キャグリー（田村聖子)

その他声の出演：幸田夏穂、稲葉実、小川隆市、木村雅史、水内清光、浅井晴美、勝田晶子、赤城進、斎藤恵理、魚建
日本語版制作スタッフ
演出：羽田野千賀子、翻訳：徐賀世子、調整：山本洋平、プロデュース：吉原豊／岡田佐和子、制作：ACクリエイト

## 注
1. ↑  この作品は、『大空港』に始まる「エアポート・シリーズ」とは関係がない。また、アルバトロス株式会社は、他にもエアポートを冠したタイトルでソフトを発売しているが、それらの作品とも制作上直接の関係はない。